# Ungheria ai XXI Giochi olimpici invernali
L'Ungheria ha partecipato ai XXI Giochi olimpici invernali, che si sono svolti a Vancouver in Canada dal 12 al 28 febbraio 2010, con una delegazione di 16 atleti.

## Biathlon
| Gara              | Atleta          | Penalità    | Tempo d'arrivo | Posizione |
| ----------------- | --------------- | ----------- | -------------- | --------- |
| 10 km sprint      | Imre Tagscherer | 4 (2+2)     | 28'38"8        | 80        |
| 20 km individuale | Imre Tagscherer | 4 (1+3+0+0) | 58'02"6        | 82        |

## Pattinaggio di figura
| Gara                  | Atleta                      | Obbligatorio | Obbligatorio | Breve/Originale | Breve/Originale | Libero | Libero | Totale | Totale |
| Gara                  | Atleta                      | Punti        | Pos.         | Punti           | Pos.            | Punti  | Pos.   | Punti  | Pos.   |
| --------------------- | --------------------------- | ------------ | ------------ | --------------- | --------------- | ------ | ------ | ------ | ------ |
| Individuale femminile | Julia Sebestyen             |              |              | 57,46           | 13              | 93,80  | 16     | 151,26 | 17     |
| Danza su ghiaccio     | Nora Hoffmann Maxim Zavozin | 31,90        | 13           | 51,22           | 13              | 84,11  | 13     | 167,23 | 13     |

## Sci alpino
| Gara    | Atleta      | 1° manche  | 2° manche | Tempo totale | Posizione |
| ------- | ----------- | ---------- | --------- | ------------ | --------- |
| Slalom  | Márton Bene | non finito |           |              |           |
| Gigante | Márton Bene | 1'31"08    | 1'34"89   | 3'05"97      | 71        |

| Gara           | Atleta      | 1° manche  | 2° manche  | Tempo totale | Posizione  |
| -------------- | ----------- | ---------- | ---------- | ------------ | ---------- |
| Slalom         | Anna Berecz | 59"81      | 59"82      | 1'59"63      | 45         |
| Slalom         | Zsófia Döme | 58"74      | 59"58      | 1'58"32      | 44         |
| Gigante        | Anna Berecz | 1'22"29    | 1'18"58    | 2'40"87      | 42         |
| Gigante        | Zsófia Döme | non finito |            |              |            |
| Super-g        | Anna Berecz | non finito | non finito | non finito   | non finito |
| Super-g        | Zsófia Döme | 1'29"09    | 1'29"09    | 1'29"09      | 36         |
| Discesa        | Anna Berecz | 1'57"86    | 1'57"86    | 1'57"86      | 35         |
| Supercombinata | Anna Berecz | 1'33"47    | 49"50      | 2'22"97      | 27         |

## Sci di fondo
| Gara                   | Atleta            | Tempo d'arrivo | Posizione |
| ---------------------- | ----------------- | -------------- | --------- |
| 15 km a tecnica libera | Zoltán Tagscherer | 41'15"0        | 81        |

| Gara                   | Atleta       | Tempo d'arrivo | Posizione |
| ---------------------- | ------------ | -------------- | --------- |
| 10 km a tecnica libera | Vera Viczián | 33'45"8        | 75        |

## Short track
| Gara   | Atleta       | Batterie | Batterie | Quarti di finale | Quarti di finale | Semifinali | Semifinali | Finale | Finale |
| Gara   | Atleta       | Tempo    | Pos.     | Tempo            | Pos.             | Tempo      | Pos.       | Tempo  | Pos.   |
| ------ | ------------ | -------- | -------- | ---------------- | ---------------- | ---------- | ---------- | ------ | ------ |
| 500 m  | Péter Darázs | 42"800   | 3        |                  |                  |            |            |        |        |
| 500 m  | Viktor Knoch | 42"197   | 4        |                  |                  |            |            |        |        |
| 1000 m | Viktor Knoch | 1'26"279 | 3        |                  |                  |            |            |        |        |
| 1500 m | Viktor Knoch |          |          | 2'16"826         | 5                |            |            |        |        |
| 1500 m | Péter Darázs |          |          | 2'18"827         | 3                | 2'18"349   | 7          |        |        |

| Gara             | Atleta                                                                   | Batterie     | Batterie     | Quarti di finale | Quarti di finale | Semifinali | Semifinali | Finale   | Finale |
| Gara             | Atleta                                                                   | Tempo        | Pos.         | Tempo            | Pos.             | Tempo      | Pos.       | Tempo    | Pos.   |
| ---------------- | ------------------------------------------------------------------------ | ------------ | ------------ | ---------------- | ---------------- | ---------- | ---------- | -------- | ------ |
| 500 m            | Erika Huszár                                                             | 44"537       | 3            |                  |                  |            |            |          |        |
| 1000 m           | Bernadett Heidum                                                         | 1'31"125     | 2            | 1'30"313         | 3                |            |            |          |        |
| 1000 m           | Erika Huszár                                                             | squalificata | squalificata |                  |                  |            |            |          |        |
| 1500 m           | Rózsa Darázs                                                             |              |              | squalificata     | squalificata     |            |            |          |        |
| 1500 m           | Bernadett Heidum                                                         |              |              | 2'30"332         | 4                |            |            |          |        |
| 1500 m           | Erika Huszár                                                             |              |              | 2'27"487         | 3                | 2'24"192   | 1          | 2'19"251 | 6      |
| 3000 m staffetta | Rózsa Darázs Bernadett Heidum Erika Huszár Andrea Keszler Szandra Lajtos |              |              |                  |                  | 4'17"487   | 4          | 4'17"937 | 5      |